# Henri Hoppenot
Henri Hoppenot, né le 25 octobre 1891 à Paris et mort le 10 août 1977 dans la même ville, est un diplomate et haut fonctionnaire français. Représentant la France au Conseil de sécurité des Nations unies (1952-1955), il fut le dernier haut commissaire de la France en Indochine entre avril 1955 et juillet 1956.

## Biographie
Henri Hoppenot est né à Paris le 25 octobre 1891. En août 1914, au moment du déclenchement de la Première Guerre mondiale, il est réformé puisqu'il est atteint de coxalgie, qui le fait boiter. Il entre donc au bureau de la presse du ministère des Affaires Étrangères dirigé par Philippe Berthelot, où il rencontre Alexis Léger (Saint-John Perse en littérature), reçu au concours et déjà dans la place. Ils entretiendront une amitié de plus de 60 ans, dont la trace reste illustrée par une abondante correspondance. Les deux hommes trouvent également dans les bureaux les diplomates écrivains, Jean Giraudoux, Paul Morand et Paul Claudel mais aussi Darius Milhaud.
En 1917, il est nommé attaché à l'ambassade de France à Berne et croise le jeune Walter Benjamin, traducteur et universitaire, à qui il parle de la poésie de Saint-John Perse : Benjamin devient le premier à traduire ce poète en allemand.
Il épouse Hélène Delacour , devenue photographe sous le nom d'Hélène Hoppenot .Elle est l'auteur d'un journal intime, qui suit la vie diplomatique et littéraire de cette époque à travers les multiples voyages de son mari.
En avril 1917, il est nommé secrétaire d'ambassade à Rio de Janeiro, où il retrouve Paul Claudel, ambassadeur, et son assistant, Darius Milhaud, avec qui l'amitié ira en grandissant. En 1927, il est alors en poste à Berlin, écrit trois livrets des Opéras-minute de Milhaud, à savoir L’Enlèvement d’Europe, L’Abandon d’Ariane et La Délivrance de Thésée.
En 1933, il est nommé conseiller d'ambassade à Pékin, puis, en 1938, sous-directeur de la division Europe au ministère des Affaires étrangères. Il doit ses nominations à ces postes à son ami Alexis Léger qui est alors secrétaire général du ministère des Affaires étrangères.
Après l'armistice du 22 juin 1940, il est nommé par le gouvernement de Vichy comme ministre plénipotentiaire à Montevideo. Il se heurte très durement à Albert Ledoux, représentant personnel de Charles de Gaulle et de la France libre pour toute l'Amérique du Sud et choisit de soutenir Giraud mais il finit par se rallier à la France libre. René Massigli convainc de Gaulle de le nommer directeur des services civils de la mission militaire à Washington. En juin 1943, il est le délégué du Comité français de libération nationale aux États-Unis et, de là, assure le passage des Antilles françaises sous le contrôle de la France libre en prenant le poste de gouverneur. En 1944, il est le délégué du gouvernement provisoire de la République aux États-Unis. Il est l'auteur d'un célèbre lapsus, concluant un discours à la gloire du général De Gaulle, quand il s'exclame : Vive le Maréchal ! 
De 1945 à 1952, il est ambassadeur de France à Berne après huit mois de vacance du poste en raison d'une certaine réserve du Conseil fédéral à l'égard du Gouvernement provisoire. Il s'emploie à rétablir la confiance entre les deux pays, aidé par le consul général de France à Genève, Xavier de Gaulle, en poste de 1944 à 1953. Entretemps, il devient en 1951 membre d'honneur du musée des beaux-arts de Berne et publie un album de photographies de son épouse, Extrême-Orient, chez Ides et Calendes (Neuchâtel).
Entre 1952 et 1955, il est le chef de la représentation permanente de la France au Conseil de sécurité de l'ONU.
Entre avril 1955 et juillet 1956, il est le dernier haut commissaire français en Indochine, en poste à Saïgon. Il est en place notamment alors que se crée  la République du Viet Nam le 26 octobre 1955 (ou Viet Nam du Sud, par opposition à la république démocratique du Viet Nam, ou Nord Viet Nam, pays dont l'indépendance a été proclamée par le Parti communiste vietnamien le 2 septembre 1945).  
A son retour du Viet Nam, il est nommé au Conseil d'État  et part en retraite en 1964.
Henri Hoppenot est interviewé par Jean José Marchand en 1970 pour l'émission Archives du XXe siècle. L'émission n'a pas été diffusée mais a été numérisée. Il  retrace sa carrière diplomatique et les écrits, publiés ou non. Il évoque également les personnalités politiques et artistiques qu'il a connues.